# عملية الكركدن
كانت عملية الكركدن عبارة عن غارة قادها فوج الحراسة رقم 75 التابع للجيش الأمريكي (كتيبة الحراسة 3)، بقيادة العقيد جوزيف فوتيل،  برفقة الفرقة 101 المحمولة جواً على عدة أهداف لطالبان في قندهار وما حولها، خلال غزو أفغانستان في بداية الحرب في أفغانستان (2001-2014).

## الخطة
كانت أهداف الحراسة:
- الاستيلاء على قطاع الهبوط (ليصبح معسكر الكركدن)
- تدمير قوات طالبان
- جمع المعلومات
- تقييم مدى ملاءمة شريط الهبوط للعمليات المستقبلية
- إنشاء نقطة للتزود بالوقود وإعادة التزود بالوقود (FARP) لطائرات الهليكوبتر المشاركة في العملية القريبة
- تدمير الأسلحة والمرافق الرئيسية

## العملية
في ليلة 19 أكتوبر 2001، قبل سقوط رينجرز، استهدفت القوات الجوية الأمريكية عدة أهداف حول المنطقة، أولاً بالقنابل التي أسقطت من القاذفات الشبحية من نورثروب غرومان بي 2 سبيرت، ثم بالنيران من طائرة لوكهيد إيه سي-130 التي تدور في مدارها. أسفرت هذه الغارات الجوية بقتل عدد من العدو الفار من المنطقة. وفي أعقاب الغارات الجوية، حلقت 4 من طائرات لوكهيد إم سي-130 فوق منطقة الهبوط على ارتفاع 800 قدم. وظهر ضوء اصفر، مما شرع بخروج 199 من الرينجرز من طائرة لوكهيد إم سي-130.
بقيادة فريق باثفايندر صغير قاموا بوضع علامة على DZ ، وهي مجموعة تبلغ قرابة 200 رينجرز من الكتيبة 3، وفرسان الحراسة رقم 75، هبطوا بالمظلة من أربع طائرات من طراز لوكهيد إم سي-130 نحو قطاع هبوط صحراوي جنوب المدينة على "هدف الكركدن" ". ظلت الطائرات الحربية لوكهيد إيه سي-130 تدور فوق DZ في حال واجهت العدو. لم يلتق رانجيرز واحد بأي مقاومة تقريبًا (حاول أحد مقاتلي طالبان الانفرادي إشراك رينجرز ولكن سرعان ما تم إطلاق النار عليه وقتل).
مرة واحدة على الأرض، طهرت مجموعة، 3 من 75 رينجرز، عدة أهداف، وأطلق عليها اسم رمز TIN و IRON ، دون مقاومة. انتقلت المجموعة C نحو مجمع محاط بسياج، باسم COBALT .و كان أخصائيون في العمليات النفسية (PSYOP) من كتيبة PSYOP التاسعة، يبثون رسائل على مكبرات صوت عالية في محاولة لاقناع أي مدافعين عن الاستسلام ولكن سرعان ما ثبت أن المجمع كان خالياً. مع تأمين ممر الهبوط، تم وضع لوكهيد إم سي-130 مع طاقم طبي من وحدة تعزيز الطبي المشترك (JAMU) وشرعوا في التعامل مع اثنين من رينجرز أصيبوا خلال القفزة.
قامت وحدات التحكم في القتال التابعة للقوات الجوية الأمريكية بإجراء مسح لمساحة الهبوط، وتقييمها للاستخدام المحتمل في المستقبل. وأيضا التواصل مع طائرات لوكهيد إيه سي-130 التي كانت تحلق فوق عالية. عندما تم رصد عدد قليل من قوات العدو ومركباته تقترب من المنطقة، قامت طائرات لوكهيد إيه سي-130 بإشراكهم وتدميرهم. وسرعان ما وصلت طائرتا سيكورسكي يو إتش-60 بلاك هوك وبوينغ سي إتش-47 شينوك، اللتان استقلهما فوج الطيران الخاص 160، وتم إعادة تسليحهما في نقطة التزويد بالوقود وإعادة التزويد بوقود (FARP) التي تم إنشاؤها باستخدام لوكهيد إم سي-130. وبمجرد إعادة تسليحها وإعادة تزويدها بالوقود، أقلعت طائرات الهليكوبتر وغادرت المنطقة.
مع اكتمال جميع الأهداف، صعد فريق رينجرز وفريق مكافحة القتال إلى طائرات لوكهيد إم سي-130 التي غادرت في وقت قريب. تم ترك منشورات PSYOP وراء أي من طالبان الذين ربما غامروا بالمشهد خلال الأيام المقبلة.
لم تتعرض أي إصابات في العملية نفسها ولكن تم قتل 2 رينجرز المخصصين لمهمة مكافحة البحث وانقاذ داعمة للبعثة عندما تحطمت مروحيتهم سيكورسكي يو إتش-60 بلاك هوك في باكستان - موقع التدريج المؤقت الذي تستخدمه مجموعة من رينجرز 3 من 75 . وتحطمت طائرة هليكوبتر أخرى.

## النتيجة
نتيجة للهجوم، تم إنشاء قاعدة فوق مهبط الطائرات واسمه معسكر الكركدن. ثم تم تسليمها إلى وحدة الاستطلاع البحرية الخامسة عشر، التي بدأت في قيادة العمليات الأمامية في جميع أنحاء قندهار إلى جانب الفرقة 101 المحمولة جواً التابعة للجيش الأمريكي.